# چن دونگچی
چن دونگچی (انگلیسی: Chen Dongqi؛ زادهٔ ۱۸ اوت ۱۹۸۸) تیرانداز زن اهل چین است. وی در بازی‌های المپیک تابستانی ۲۰۲۰ حضور داشته‌است.